# Ragnar Nikolay Larsen
Ragnar Nikolay Larsen (Oslo, 7 gennaio 1925 – Oslo, 14 gennaio 1982) è stato un allenatore di calcio e calciatore norvegese, di ruolo centrocampista.

## Carriera

### Giocatore

#### Club
Iniziò la sua carriera di calciatore in patria, tra le file del Sandåker, per poi trasferirsi in Italia, dove ha vestito le casacche di Lazio e Genoa. Gli ultimi anni di carriera li trascorre tra la Svizzera, dove gioca con la formazione del Lugano, in cui riveste anche il ruolo di allenatore/giocatore, e ancora una volta in patria, proprio nella formazione in cui aveva esordito, ossia il Sandåker.

#### Nazionale
Con la Nazionale norvegese collezione tra il 1948 e il 1962 11 presenze arricchite da 2 reti.

### Allenatore
Una volta appesi gli scarpini al chiodo, Larsen intraprese la carriera di allenatore che lo portò alla guida della Norvegia in due periodi differenti, il primo nel 1958 ed il secondo tra il 1962 e il 1966. Guidò anche due formazioni del suo paese, il Lillestrom e lo Stromsgodset.